# گروه دخت ناور

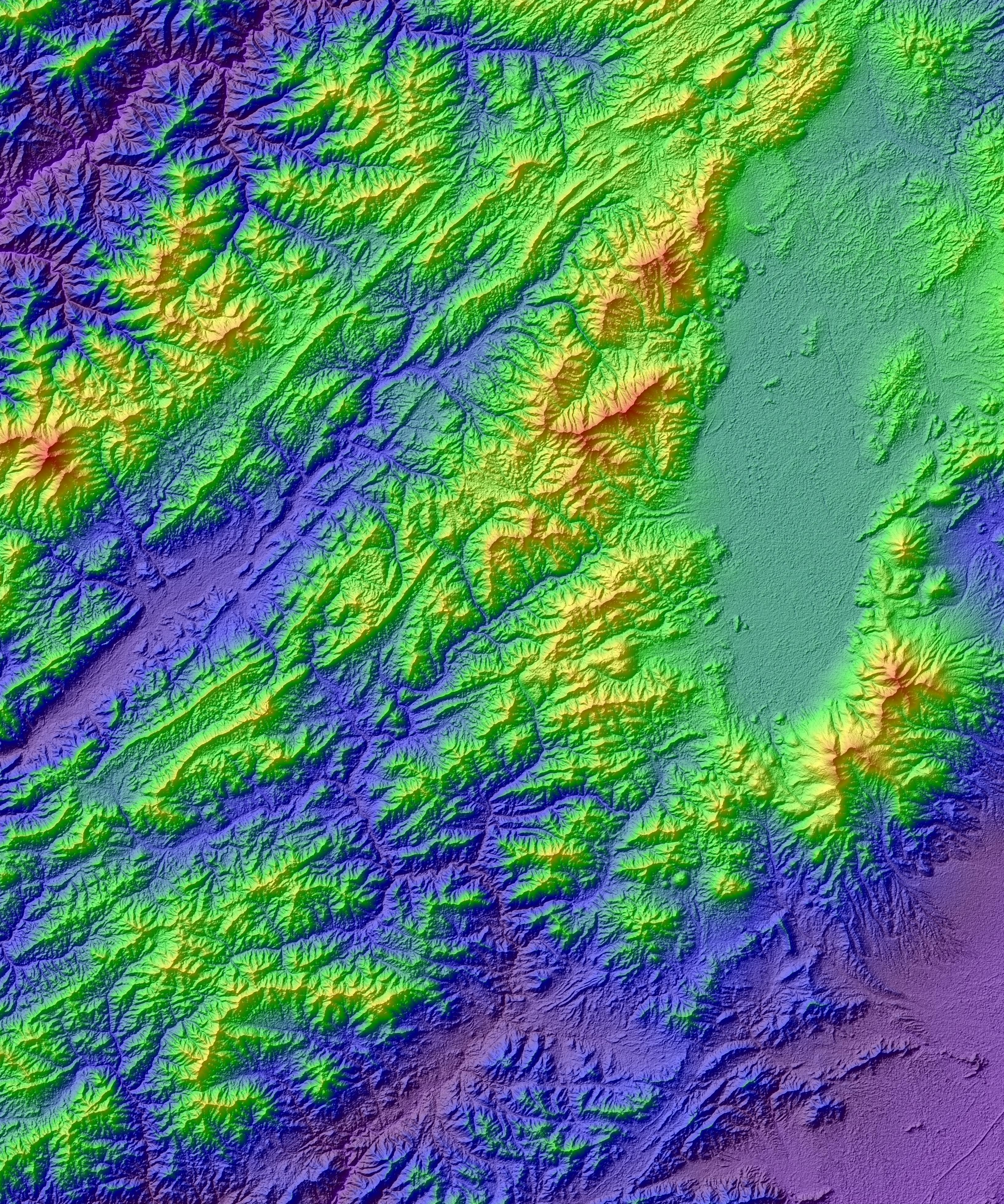
فرورفتگی که دخت ناور در آن قرار دارد، قسمت سمت راست بالای تصویر را تشکیل می‌دهد.

گروه دخت ناور (انگلیسی: Dacht-i-Navar Group) یک میدان آتشفشانی در افغانستان است. شامل گروهی از گنبدهای گدازه‌ای و آتشفشان‌های چینه‌ای در انتهای جنوبی گودال دخت ناوار که تا حدی در شمال همان فرورفتگی امتداد دارد. این گروه در دوران پلیوسن و پلیستوسن فعال بودند. 

## جغرافیا و زمین‌شناسی
دخت ناور در جنوب غربی کابل و حدود یک سوم راه به قندهار قرار دارد. شهر غزنی در حدود ۵۰ کیلومتری (۳۱ مایلی) شرق دخت ناور قرار دارد.

### زمینه زمین‌شناسی
در سال ۱۹۶۹، تاریخچه آتشفشانی در افغانستان چندان شناخته شده نبود. تنها چند میدان آتشفشانی با قدمت پلیوسن-کواترنری در افغانستان وجود دارد. جدای از آتشفشان‌های مرتبط با کوه‌زایی، آتشفشان‌های معمولی در مناطق کافت نیز یافت می‌شوند. تولید ماگما از دوران پلیوسن-پلیستوسن کم بوده است و آتشفشان‌ها فقط مناطق کوچکی را پوشش می‌دهند.

### میدان آتشفشانی
دخت ناور توسط بیش از ده آتشفشان مرکزی تشکیل شده است که صفحات گدازه‌ای و توف‌هایی را که روی هم قرار گرفته‌اند تشکیل می‌دهند. این آتشفشان‌های مرکزی، آتشفشان‌های چینه‌ای به شدت تخریب شده را تشکیل می‌دهند که بزرگترین آنها مامیکالا با ۴۵۵۹ متر (۱۴۹۵۷ فوت) ارتفاع و زرکادک با ۴۳۱۲ متر (۱۴۱۴۷ فوت) ارتفاع می‌باشد. در مجموعه بیش از ۱۰ کیلومتر (۶/۲ مایل) عرض دارند.

### سنگ‌‌شناسی
میدان آندزیت و داسیت فوران کرده است. داسیت‌ها در قسمت‌های پایینی و آندزیت‌ها در قسمت بالایی نهشته‌های آتشفشانی یافت می‌شوند.

## تاریخ فوران
تاریخ‌گذاری پتاسیم و آرگون ۲/۷-۲/۸ میلیون سال پیش برای داسیت‌ها به‌دست آمده است. آتشفشان زرکادک ۱/۶۸-۱/۵۹ میلیون سال پیش فعال بوده است.